# گرگ و شیر
«گرگ و شیر» (به انگلیسی: The Wolf and the Lion) پنجمین قسمت از فصل اول مجموعه تلویزیونی بازی تاج‌وتخت است که دیوید بنیاف و دی. بی. وایس نویسندگی آن را برعهده داشته و برایان کرک آن را کارگردانی کرده‌است. این قسمت در ۱۵ مه ۲۰۱۱ از شبکه اچ‌بی‌او پخش شد.

## چکیدهٔ داستان
ند از همکاری در نقشه قتل دنریس باردار، خودداری می‌کند و از مقام مشاور پادشاهی استعفا می‌دهد و رابرت را بسیار عصبانی می‌کند. کتلین و تیریون به آیری محل سکونت خواهر کتلین، لیسا می‌رسند. خبر دستگیری تیریون به پایتخت می‌رسد که در آنجا جیمی لنیستر از ند می‌خواهد که پاسخگو باشد. مردان جیمی و ند درگیر می‌شود تا آنجا که یکی از یاران جیمی از پشت، خنجری به پای ند فرو می‌برد. جیمی برای نجات برادرش به آیری می‌رود. در همین حال، بار دیگر ویسریس و دنریس مقابل هم قرار می‌گیرند. 